# Larimus
Larimus – rodzaj ryb z rodziny kulbinowatych (Sciaenidae).

## Klasyfikacja
Gatunki zaliczane do tego rodzaju:
- Larimus acclivis
- Larimus argenteus
- Larimus breviceps
- Larimus effulgens
- Larimus fasciatus
- Larimus gulosus
- Larimus pacificus